# Liste des régions algériennes par indice de développement humain
La liste des régions d'Algérie par indice de développement humain de 2019 :
| Rang                       | Région (wilaya)                                                                                   | IDH (2019)                 | Pays comparables (2019)                                      |
| Développement humain élevé | Développement humain élevé                                                                        | Développement humain élevé | Développement humain élevé                                   |
| -------------------------- | ------------------------------------------------------------------------------------------------- | -------------------------- | ------------------------------------------------------------ |
| 1                          | Nord Centre (Alger, Blida, Boumerdès, Tipaza, Bouïra, Médéa,Tizi Ouzou, Béjaïa, Chlef, Aïn Defla) | 0,769                      | Colombie                                                     |
| –                          | Algérie                                                                                           | 0,748                      | Moldavie                                                     |
| 2                          | Nord Est (Annaba,Constantine,Skikda, Jijel, Mila, Souk Ahras, El Taref, Guelma )                  | 0,745                      | Liban                                                        |
| 3                          | Sud (Béchar, Tindouf, Adrar, Ghardaïa, Biskra, El Oued, Ouargla, Tamanrasset, Illizi)             | 0,741                      | Maldives, Tunisia                                            |
| 4                          | Nord Ouest (Oran, Tlemcen, Mostaganem, Aïn Témouchent,Relizane, Sidi Bel Abbès, Mascara)          | 0,739                      | Maldives, Tunisia, Saint-Vincent-et-les-Grenadines, Suriname |
| 5                          | Hauts Plateaux Est ( Sétif, Batna, Khenchela, Bordj Bou Arréridj,Oum el-Bouaghi, Tébessa )        | 0,738                      | Saint-Vincent-et-les-Grenadines, Suriname                    |
| 6                          | Hauts Plateaux Ouest (Tiaret, Saïda, Tissemsilt, Naâma, El Bayadh)                                | 0,733                      | Jamaïque                                                     |
| 7                          | Hauts Plateaux Centre ( Djelfa, Laghouat, M'Sila)                                                 | 0,726                      | Tonga                                                        |

La liste des régions d'Algérie par indice de développement humain de 2021 
| Rang                       | Région (wilaya)                                                                                   | IDH (2021)                 | Pays comparables (2021)         |
| Développement humain élevé | Développement humain élevé                                                                        | Développement humain élevé | Développement humain élevé      |
| -------------------------- | ------------------------------------------------------------------------------------------------- | -------------------------- | ------------------------------- |
| 1                          | Nord Centre (Alger, Blida, Boumerdès, Tipaza, Bouïra, Médéa,Tizi Ouzou, Béjaïa, Chlef, Aïn Defla) | 0,767                      | République Dominicaine Moldavie |
| –                          | Algérie                                                                                           | 0,745                      | Tonga Turkménistan              |
| 2                          | Nord Est (Annaba,Constantine,Skikda, Jijel, Mila, Souk Ahras, El Taref, Guelma )                  | 0,741                      | Maldives                        |
| 3                          | Sud (Béchar, Tindouf, Adrar, Ghardaïa, Biskra, El Oued, Ouargla, Tamanrasset, Illizi)             | 0,737                      | Mongolie                        |
| 4                          | Nord Ouest (Oran, Tlemcen, Mostaganem, Aïn Témouchent,Relizane, Sidi Bel Abbès, Mascara)          | 0,737                      | Mongolie                        |
| 5                          | Hauts Plateaux Est ( Sétif, Batna, Khenchela, Bordj Bou Arréridj,Oum el-Bouaghi, Tébessa )        | 0,735                      | Egypte                          |
| 6                          | Hauts Plateaux Ouest (Tiaret, Saïda, Tissemsilt, Naâma, El Bayadh)                                | 0,729                      | Tunisie Suriname                |
| 7                          | Hauts Plateaux Centre ( Djelfa, Laghouat, M'Sila)                                                 | 0,722                      | Jordanie                        |